# Yōko Maki (attrice)
Yōko Maki  (真木 よう子?, Maki Yōko), all'anagrafe Yōko Kanamori (金森 陽子?, Kanamori Yōko) (Chiba, 15 ottobre 1982) è un'attrice giapponese.

## Biografia
Debuttò nel 2001, con il film drammatico Drug. Lo stesso anno interpretò il suo primo ruolo importante, nel film d'azione Princess Blade. Nel 2003 fu nel cast di Battle Royale II: Requiem, co-diretto da Kinji e Kenta Fukasaku, sequel di Battle Royale.
L'anno successivo apparve nella commedia Kamikaze Girls, diretta da Tetsuya Nakashima, e nei J-Horror Infection e The Grudge, diretto da Takashi Shimizu, suo primo film statunitense, in cui recitò a fianco di Sarah Michelle Gellar e Bill Pullman. Nel 2006 partecipò al film d'azione The Fast and the Furious: Tokyo Drift. Nel 2007 vinse il premio come miglior nuova attrice ai Fumiko Yamaji Film Award, per la sua interpretazione in Sway.
Nel 2008 doppiò il personaggio di Michiko Malandro nell'anime Michiko e Hatchin.

## Filmografia parziale
- Drug di Hiroshi Sugawara (2001)
- Princess Blade (Shura Yukihime) di Shinsuke Sato (2001)
- Battle Royale II: Requiem (Batoru rowaiaru II: Chinkonka) di Kinji e Kenta Fukasaku (2003)
- Kamikaze Girls (Shimotsuma monogatari) di Tetsuya Nakashima (2004)
- Dark Tales of Japan (Suiyō puremia: sekai saikyō J horā SP Nihon no kowai yoru) (episodio: Spiderwoman) (film TV) (2004)
- Infection (Kansen) di Masayuki Ochiai (2004)
- The Grudge di Takashi Shimizu (2004)
- Break Through! (Pacchigi!) di Kazuyuki Izutsu (2004)
- Tokyo Friends (2005)
- Veronika Decides to Die (ベロニカは死ぬことにした Beronika wa shinu koto ni shita) di Kei Horie (2005)
- Sway di Miwa Nishikawa (2006)
- The Fast and the Furious: Tokyo Drift di Justin Lin (2006)
- Watashitachi no kyōkasho (2007)
- Flying Rabbits (Furaingu rabittsu) di Takahisa Zeze (2008)
- Donju di Hideaki Hosono (2009)
- Saikō no rikon (2013)
- Father and Son (そして父になる?, Soshite Chichi ni Naru), regia di Hirokazu Kore'eda (2013)
- Ritratto di famiglia con tempesta (2016)
- Aru otoko, regia di Kei Ishikawa (2022)

### Doppiatrice
- Michiko e Hatchin, serie animata (2008) (Michiko Malandro)
- Yakuza 6: The Song of Life, videogioco (2016) (Kiyomi Kasahara)